# السلام (رداع)

تعديل مصدري - تعديل

حارة السلام هي إحدى حارات مدينة رداع أحد مدن محافظة البيضاء، بلغ تعداد سكانها 2888 نسمة حسب تعداد اليمن لعام 2004.